# Jules Viette
Pour les articles homonymes, voir Viette (homonymie).
Cet article possède un paronyme, voir Jules Viatte.
 (janvier 2020).
Si vous disposez d'ouvrages ou d'articles de référence ou si vous connaissez des sites web de qualité traitant du thème abordé ici, merci de compléter l'article en donnant les références utiles à sa vérifiabilité et en les liant à la section « Notes et références ».
Jules François Stanislas Viette, dit Jules Viette, né à Blamont (Doubs) le 6 mai 1843, mort à Paris le 15 février 1894, est un journaliste et militant blanquiste sous le Second Empire. Sous la Troisième République, il devient homme politique radical-socialiste et rentre au gouvernement en occupant successivement les postes de ministre de l'Agriculture (1887-1889) et des Travaux Publics (1892-1893).

## Biographie

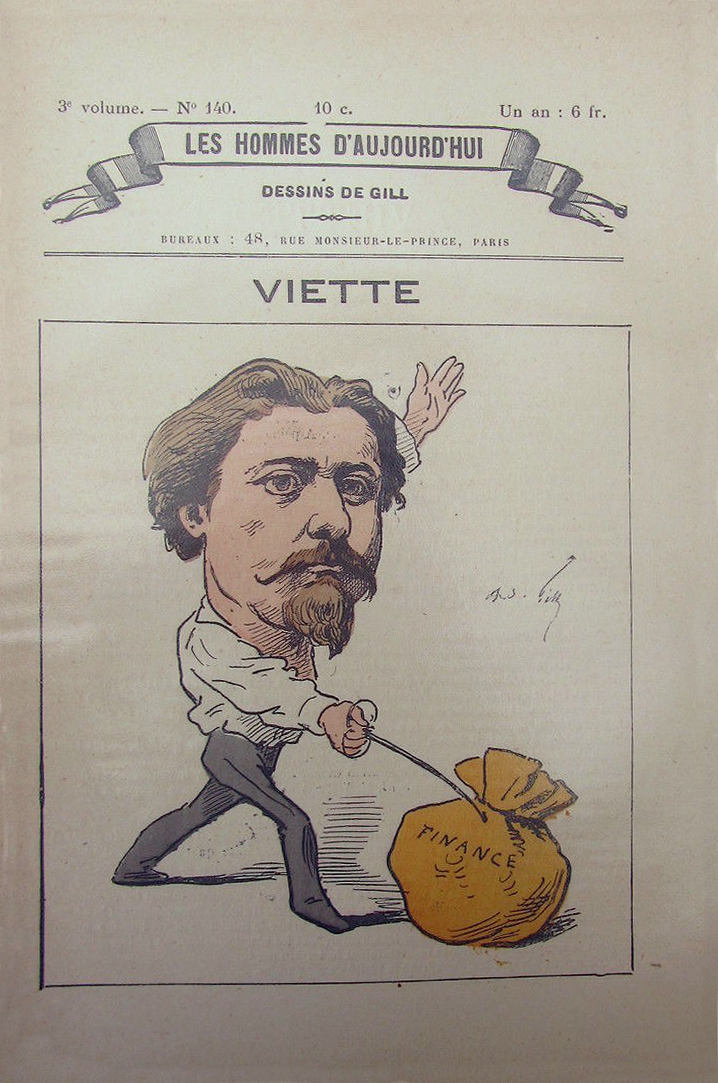
Jules Viette, caricature d'André Gill pour Les Hommes d'aujourd'hui no 140.

Jules Viette, fils d'un marchand de vin, fait ses études à Besançon puis à Paris. Féru de politique, il combat le gouvernement impérial de Napoléon III dans le journal de Besançon Le Doubs.
À la veille de la guerre de 1870, il est élu maire de Blamont puis, engagé dans la lutte contre les Prussiens, en tant que capitaine, il se distingue dans plusieurs combats et notamment celui d'Abbévillers.
Il est élu conseiller général du canton de Hérimoncourt le 8 octobre 1871 et réélu en 1874. Il écrit : « Je veux la République, ce terrain neutre, sur lequel repose la réconciliation de tous les partis. La République, selon moi, doit s'affirmer progressivement, sagement et sans violence ».
Élu député de gauche, dans le Doubs entre 1876 et 1894, il est un des 363 en mai 1877 et il vote constamment avec la majorité républicaine et ses qualités le propulsent Ministre de l'Agriculture en 1888, puis des Travaux Publics sous la IIIe République. Il réorganise les Services des Eaux et Forêts. On lui doit notamment l'École Pratique de Commerce et d'Industrie (Lycée des Huisselets) à Montbéliard et la création de l'École nationale d'industrie laitière de Mamirolle avec le soutien et la reconnaissance de la race bovine « la race Montbéliarde ».
Après une brillante carrière politique, il meurt à son domicile 137 boulevard Saint-Michel dans le 5e arrondissement de Paris le 15 février 1894.
Sa notice nécrologique :
"L'œil vif, le sourire bonhomme, aisément goguenard, le teint coloré, avec sa pure allure de Franc-Comtois, M. Viette était un conteur intarissable, dont la verve égaya longtemps les monotones après-midi du Palais-Bourbon. C'était aussi un orateur plein d'humour et d'entrain, qui posséda toujours l'oreille de la Chambre, où il était réputé pour un excellent collègue et pour un homme politique très fin et très avisé.
Il était né en 1843, à Blamont, dans le Doubs. Il combattit l'Empire dans les journaux républicains de l'Est. Il fit brillamment la guerre de 1870 comme capitaine de mobilisés et fut cité à l'ordre du jour de l'armée.
Élu conseiller général de son canton en 1871, il fut, en 1876, nommé grâce à l'appui de Gambetta, député de Montbéliard, et il a constamment été réélu depuis, à des majorités considérables.
Adepte des idées de son compatriote Proudhon, il a rédigé en 1875 une très belle « Étude sur la correspondance de Proudhon ».
À la Chambre, M. Viette, qui était républicain de gouvernement, s'était fait inscrire à la gauche radicale, et votait avec les progressistes ; mais il affectait une grande humeur d'indépendance, et avait été l'un des fondateurs du groupe dit des "sauvages". Il a fait partie, comme ministre de l'agriculture, des cabinets Tirard (1887) et Floquet (1888), et a eu, dans le cabinet Loubet (1892), le portefeuille des travaux publics, qu'il a conservé dans les cabinets Ribot (1892) et Dupuy (1893).
On se souvient que sa démission, annoncée dans les couloirs de la Chambre en même temps que celle de deux autres de ses collègues, pendant la discussion de l'interpellation Jaurès, le 24 novembre dernier, eut pour résultat la chute du ministère de M. Charles Dupuy."
("La Petite Revue", no 9, 7e année, 3 mars 1894).

## Fonctions ministérielles
- ministre de l'agriculture de décembre 1887 à février 1889 (gouvernements Tirard et Floquet),
- ministre des travaux publics de février 1892 à novembre 1893 (gouvernements Loubet, Ribot et Dupuy).